# Selvogur
För Selvogur i Suðurland, se Selvogur (Ölfus)
Selvogur är en bukt i republiken Island.   Den ligger i regionen Västfjordarna, i den nordvästra delen av landet, 260 km norr om huvudstaden Reykjavík.